# 스테파노스 코촐리스
스테파노스 코촐리스(그리스어: Στέφανος Κοτσόλης, 1979년 6월 5일, 아테네 ~)는 그리스의 전 축구 선수이다.

## 클럽 경력

### 파나티나이코스
아테네 출신으로, 코촐리스는 1997년에 18세의 나이로 파나티나이코스에 입단하여 파나티나이코스에서의 처음 5시즌동안 가끔가다 출장하였다. 주전 골키퍼 안토니오스 니코폴리디스에 밀려 코촐리스는 대부분 벤치에서 자리를 지켜야 했다. 당시 그리스의 골키퍼 기대주였던 코촐리스는 파나티나이코스 1군에서 돌파구를 마련하기에 기다렸으나, 니코폴리디스를 벤치로 내리기에는 기량이 너무나도 강력했다. 그는 1999년 4월 13일, 아티나이코스와의 그리스 컵 경기에서 파나티나이코스 데뷔전을 치렀다.

### 라리사
2005년, 그는 라리사로 이적해 121경기에 출전하였고, 이곳에서 2009년까지 머물렀다. 그는 2006-07 시즌에 친정팀 파나티나이코스를 상대로 볼로스의 판테살리코 경기장에서 열린 그리스 컵 결승전에서 2-1로 이기고 우승을 맛보았다.

### 오모니아
그는 이후 키프로스 클럽 오모니아로 이적하였으나, 2010년 여름에 방출되었다. 이곳에서 그는 키프로스 1부 리그와 LTV 슈퍼컵 우승을 거두었다.

### 파나티나이코스 복귀
2011년 2월 8일, 그는 5년반만에 친정팀 파나티나이코스에 복귀하였다. 2013년 7월 23일, 그는 2년 연장 계약을 체결하였다. 2014년 4월 26일, 파나티나이코스와 PAOK간의 그리스 컵 결승전에 출전하여 우승에 일조하였고, 자신은 이 대회에서 세번째 우승을 맛보았다.

## 국가대표팀 경력
그는 그리스 U-21 국가대표 선수이며 2002년 UEFA U-21 축구 선수권 대회에서 주장을 맡았었다. 그는 2005년을 기점으로 그리스 성인 국가대표팀 경기에도 나왔는데, 총 5경기를 출전했다.

## 경력 통계
2015년 2월 8일 기준
| 클럽           | 시즌      | 리그 | 리그 | 컵   | 컵 | 유럽* | 유럽* | 기타** | 기타** | 합계 | 합계 |
| 클럽           | 시즌      | 출장 | 골   | 출장 | 골 | 출장  | 골    | 출장   | 골     | 출장 | 골   |
| -------------- | --------- | ---- | ---- | ---- | -- | ----- | ----- | ------ | ------ | ---- | ---- |
| 파나티나이코스 | 1998-99   | 1    | 0    | 1    | 0  | 0     | 0     | 0      | 0      | 2    | 0    |
| 파나티나이코스 | 1999–2000 | 1    | 0    | 0    | 0  | 0     | 0     | 0      | 0      | 1    | 0    |
| 파나티나이코스 | 2000-01   | 1    | 0    | 4    | 0  | 0     | 0     | 0      | 0      | 5    | 0    |
| 파나티나이코스 | 2001-02   | 1    | 0    | 2    | 0  | 0     | 0     | 0      | 0      | 3    | 0    |
| 파나티나이코스 | 2002-03   | 2    | 0    | 5    | 0  | 0     | 0     | 0      | 0      | 7    | 0    |
| 파나티나이코스 | 2003-04   | 2    | 0    | 0    | 0  | 0     | 0     | 0      | 0      | 2    | 0    |
| 파나티나이코스 | 2004-05   | 0    | 0    | 2    | 0  | 0     | 0     | 0      | 0      | 2    | 0    |
| 합계           | 합계      | 8    | 0    | 14   | 0  | 0     | 0     | 0      | 0      | 22   | 0    |
| 라리사         | 2005-06   | 27   | 0    | 7    | 0  | 0     | 0     | 0      | 0      | 34   | 0    |
| 라리사         | 2006-07   | 25   | 0    | 5    | 0  | 0     | 0     | 0      | 0      | 30   | 0    |
| 라리사         | 2007-08   | 17   | 0    | 3    | 0  | 5     | 0     | 0      | 0      | 25   | 0    |
| 라리사         | 2008-09   | 31   | 0    | 1    | 0  | 0     | 0     | 0      | 0      | 32   | 0    |
| 합계           | 합계      | 100  | 0    | 16   | 0  | 5     | 0     | 0      | 0      | 121  | 0    |
| 오모니아       | 2009–10   | 15   | 0    | 1    | 0  | 4     | 0     | 0      | 0      | 20   | 0    |
| 합계           | 합계      | 15   | 0    | 1    | 0  | 4     | 0     | 0      | 0      | 20   | 0    |
| 파나티나이코스 | 2010-11   | 1    | 0    | 1    | 0  | 0     | 0     | 1      | 0      | 3    | 0    |
| 파나티나이코스 | 2011-12   | 3    | 0    | 0    | 0  | 1     | 0     | 0      | 0      | 4    | 0    |
| 파나티나이코스 | 2012-13   | 0    | 0    | 1    | 0  | 0     | 0     | 0      | 0      | 1    | 0    |
| 파나티나이코스 | 2013-14   | 6    | 0    | 9    | 0  | 0     | 0     | 1      | 0      | 16   | 0    |
| 파나티나이코스 | 2014-15   | 4    | 0    | 3    | 0  | 7     | 0     | 0      | 0      | 14   | 0    |
| 합계           | 합계      | 14   | 0    | 14   | 0  | 8     | 0     | 2      | 0      | 38   | 0    |
| 경력 합계      | 경력 합계 | 137  | 0    | 45   | 0  | 17    | 0     | 2      | 0      | 201  | 0    |

(* UEFA 유로파리그, UEFA 챔피언스리그 포함) 

(** 수페르리가 엘라다 플레이오프전 포함)

## 수상
파나티나이코스
- 수페르리가 엘라다: 2003-04
- 그리스 컵: 2003-04, 2013-14

라리사
- 그리스 컵: 2006-07

오모니아
- 키프로스 1부 리그: 2009-10
- LTV 슈퍼컵: 2010